# 贝恩德·吉泽
贝恩德·吉泽（德語：Bernd Giese，1940年6月2日—），德国化学家，专业方向為生物有机化学以及生物系统中基本物质的合成。

## 生平
1940年6月2日生于德国汉堡，1969年在慕尼黑大学获博士学位。担任巴塞尔大学全职教授。现在主要研究DNA与蛋白质肽键中的电子传递。2003年被选为美国艺术与科学院外籍荣誉院士。